# 地形追沿雷達
地形追沿雷達（Terrain-following radar，缩写为TFR）是一樣特殊用途的軍用航空雷達，功能是以雷達波束探測前方地形，讓飛機在作超低空飛行時能與起伏不定的地面保持在大致故定的相對高度。